# Drilon Kryeziu
Drilon „Drila“ Kryeziu (* 1. Juli 1999 in Kranj) ist ein slowenischer Fußballspieler kosovo-albanischer Abstammung auf der Position eines Abwehrspielers, der zumeist als Rechtsverteidiger eingesetzt wird. Seit Februar 2020 tritt er als Leihspieler des NK Triglav Kranj für den slowenischen Zweitligisten NK Drava Ptuj in Erscheinung.

## Vereinskarriere

### Karrierebeginn und Aufstieg in die höchste Liga
Drilon Kryeziu wurde am 1. Juli 1999 in der Stadt Kranj im Norden Sloweniens geboren und spielte bereits in seiner Kindheit für den lokalen Verein NK Triglav Kranj. Dort durchlief er sämtliche Nachwuchsspielklassen und war in der Saison 2013/14 mit 20 Ligaspielen und einem -tor an der Seite seines nicht einmal zehn Monate jüngeren Bruders ein Stammspieler in der U-15-Mannschaft des Vereins. Während der jüngere Bruder in der darauffolgenden Spielzeit 2014/15, abermals als Stammspieler der U-15 fungierte, trat Drila, so der Rufname des jungen Abwehrspielers, bereits in 16 Meisterschaftsspielen der 1. Slovenska Kadetska Liga, der slowenischen U-17-Liga, in Erscheinung, wobei er über den gesamten Saisonverlauf auch einmal zum Torerfolg kam. In dieser Liga stieg er 2015/16 zur Stammkraft auf und absolvierte bereits 28 Meisterschaftsspiele, in denen er dreimal zum Torerfolg kam. Weiters schaffte er in dieser Spielzeit den Sprung in die U-19-Mannschaft des Klubs, für die er in einer Ligapartie über die volle Spieldauer auflief. Als Stammspieler der besagten U-19-Mannschaft startete Kryeziu daraufhin in die Saison 2016/17 und absolvierte 25 Meisterschaftsspiele, wobei er ein Tor erzielte. Aufgrund seiner Leistungen in der Jugend wurde das Brüderpaar für das Spiel der 23. Runde gegen den NK Drava Ptuj, den Nachfolgeverein des 2011 aufgelösten gleichnamigen Klubs, in die Herrenmannschaft, die zu diesem Zeitpunkt in der slowenischen Zweitklassigkeit verkehrte, geholt. Während es für Drilon das erste Pflichtspiel auf der Ersatzbank des Herrenteams war, saß der jüngere Bruder bereits zwei Runden zuvor erstmals uneingesetzt auf der Ersatzbank. Egzon wurde vom Trainer Siniša Brkić von Beginn an eingesetzt und in der 54. Minute durch Urban Janjič ersetzt; Drilon verbrachte die komplette Spieldauer uneingesetzt auf der Ersatzbank und gehörte bis zum bald folgenden Saisonende nicht mehr zum Aufgebot des Profiteams. Im Endklassement rangierte er mit den Herren des NK Triglav Kranj mit sieben Punkten Vorsprung überlegen auf dem ersten Platz und schaffte damit den direkten Aufstieg in die Slovenska Nogometna Liga, in der der Verein zum letzten Mal 2013/14 vertreten war.

### Vereinzelte Erstligaeinsätze ab 2017/18
In der Saison 2017/18 kam der junge Defensivakteur abwechselnd für die U-19- und die Herrenmannschaft zum Einsatz, verbrachte die meiste Zeit davon jedoch im Nachwuchs. In der ersten Saisonhälfte noch Teil des Juniorenaufgebots, absolvierte er auch im Frühjahr noch fünf Ligaspiele für das U-19-Team, ehe er, nachdem er in zwei Erstligapartien im März ohne Einsatz auf der Ersatzbank der Herren gesessen war, von Trainer Siniša Brkić ab der 28. Meisterschaftsrunde bis zum Saisonende regelmäßig im Profikader eingesetzt wurde. So brachte es Kryeziu auf 20 Einsätze und ein Tor in der 1. Slovenska Mladinska Liga, sowie zu neun für ihn persönlich torlosen Meisterschaftsspielen in der slowenischen Erstklassigkeit. Hinzu kamen auch noch ein Einsatz im Mladinski Pokal, dem slowenischen U-19-Junioren-Pokal, sowie jeweils ein Einsatz im slowenischen Fußballpokal 2017/18 und in den Relegations-Play-offs gegen den NK Drava Ptuj, den Zweitplatzierten der Druga Slovenska Nogometna Liga 2017/18. Der NK Triglav Kranj, der aufgrund des vorletzten Platzes in der Slovenska Nogometna Liga in die Relegation musste, konnte sich dort mit einem Gesamtscore von 6:3 gegen den Konkurrenten aus der zweiten Liga behaupten.
Ab der Spielzeit 2018/19 kam Kryeziu, wie bereits gegen Ende der vorangegangenen Saison, zu regelmäßigen Einsätzen bei den Profis. Spätestens ab Mitte September 2018 gehörte er zum Stammaufgebot, musste sich aber vor allem im nachfolgenden Frühjahr seinen Stammplatz, nachdem er diesen für eine Reihe von Ligapartien verloren hatte, wieder zurückverdienen. Ab Anfang Mai gehörte er daraufhin gar nicht mehr zum Kader der Erstligisten, da er kurze Zeit verletzungsbedingt ausfiel und sich danach beim albanischen U-21-Nationalteam aufhielt. Über den gesamten Saisonverlauf brachte es der 19-Jährige auf 19 Einsätze und blieb dabei torlos. Im Endklassement der 1. SNL belegte er mit seinem Team den achten Tabellenplatz und hatte damit den Klassenerhalt geschafft. Des Weiteren kam er im slowenischen Fußballpokal 2018/19, in dem Triglav Kranj allerdings bereits im Achtelfinale gegen NK Olimpija Ljubljana ausschied, zum Einsatz.
Nachdem sein am 30. Juni 2019 auslaufender Vertrag bei seinem Heimatklub nicht verlängert wurde, rutschte Kryeziu in die Vereinslosigkeit. Erst während der bereits laufenden Saison 2019/20 wechselte Kryeziu, der eigentlich einen Auslandswechsel anstrebte, zum slowenischen Zweitligisten NK Dekani und kam für diesen bis zur Winterpause in sieben Meisterschaftsspielen zum Einsatz. Nach drei aufeinanderfolgenden Einsätzen zwischen der siebenten und neunten Meisterschaftsrunde, war er danach für vier Ligaspiele nicht im Kader, ehe er daraufhin wieder vier Meisterschaftsspiele über die vollen 90 Minuten absolvierte. In den beiden letzten Partien vor der Winterpause saß er wiederum ohne Einsatz auf der Ersatz. Im Februar 2020 wurde Kryezius Wechsel zum Ligakonkurrenten NK Drava Ptuj bekanntgegeben. Für diesen trat er bis zur Unterbrechung des Spielbetriebs aufgrund der COVID-19-Pandemie in Slowenien in einem einzigen Ligaspiel an; bei einer 0:1-Heimniederlage gegen den NK Nafta 1903 setzte ihn Trainer Muamer Vugdalić über die volle Spieldauer ein.

## Nationalmannschaftskarriere

### Einsätze in Sloweniens U-17, U-18 und U-19
Erste Erfahrungen in einer Nachwuchsnationalmannschaft des slowenischen Fußballverbandes sammelte Kryeziu im Jahre 2016, als er am 18. Februar bei einem 1:0-Sieg der slowenischen U-17-Junioren gegen die Alterskollegen aus Wales debütierte. Ein halbes Jahr später erfolgte Kryezius Einberufung in den slowenischen U-18-Nationalkader, für den er am 11. August 2016 bei einer 1:5-Niederlage gegen Italien debütierte. Danach wurde es weitgehend ruhig um den älteren der Kryeziu-Brüder, der erst wieder im Januar 2017 zurück ins U-18-Nationalteam fand. Von hier an gehörte er zur Stammformation und absolvierte im Januar fünf Länderspiele, gefolgt von drei Partien im März 2017. Am 7. Juni 2017 absolvierte er bei einem 1:1-Remis gegen Tschechien sein neuntes und letztes U-18-Länderspiel für die Slowenen. Zwei Monate später gab er sein Länderspieldebüt für Sloweniens U-19-Junioren, als er vom einstigen slowenischen A-Nationalspieler Igor Benedejčič bei einem 5:1-Erfolg über die Vereinigten Arabischen Emirate in der 81. Spielminute für Žan Rogelj auf das Spielfeld geschickt wurde. Nach einem weiteren Einsatz gegen die Vereinigten Arabischen Emirate zwei Tage später absolvierte er Ende des Monats zwei weitere Länderspiele gegen Kasachstan. Danach wurde er in keinem weiteren Länderspiel mehr berücksichtigt.

### Verbandswechsel und Einsätze für Albanien
Im Sommer 2018 gab Kryeziu seinen Vereinswechsel bekannt und ließ verlautbaren, dass er in Zukunft lieber für das Heimatland seiner Eltern spielen wolle. Am 6. September 2018 debütierte er in der Qualifikation zur U-21-Europameisterschaft 2019 für die albanische U-21-Nationalmannschaft gegen Spanien, als er bei der 0:3-Niederlage seiner Mannschaft vom ehemaligen albanischen A-Nationalspieler Alban Bushi von Beginn an und über die volle Spieldauer als Innenverteidiger eingesetzt wurde. Nach einem Einsatz in einem Freundschaftsspiel gegen Italien fünf Tage später bestritt er mit den Albanern im Oktober 2018 die beiden letzten EM-Qualifikationsspiele der Gruppe 2. Mit lediglich sieben Punkten aus zehn Qualifikationsspielen verpasste Albaniens U-21 deutlich den Einzug in die im Juni 2019 in Italien und San Marino stattfindende EM-Endrunde. Im März 2019 startete er mit der Mannschaft bereits in die Qualifikation zur U-21-Europameisterschaft 2021 und wurde in den Partien gegen die Türkei und Andorra als Stammkraft auf der linken Abwehrseite eingesetzt. Nachdem er ab Ende April 2019 für einige Wochen verletzungsbedingt ausgefallen war, schafft er nach etwa einen Monat wieder den Weg zurück in die U-21-Nationalmannschaft. Im Juni 2019 saß er erstmals wieder uneingesetzt auf der Ersatzbank der Mannschaft und versucht sich seine Stammposition zurück zu erkämpfen.

## Erfolge
- Meister der Druga Slovenska Nogometna Liga und Aufstieg in die Slovenska Nogometna Liga: 2016/17 (ohne Einsatz)

## Persönliches
Seine beiden Brüder Egzon  (* 2000) und Altin (* 2002) sind ebenfalls Fußballspieler und spielten ebenfalls im Nachwuchs bzw. in der Profimannschaft des NK Triglav Kranj. Des Weiteren sind seine beiden Brüder slowenische Juniorennationalspieler. Der jüngste der drei Brüder schaffte im Sommer 2019 den Sprung nach Italien, wo er seitdem im Nachwuchs von SPAL Ferrara aktiv ist und in der Saison 2019/20 bereits erstmals in einem Ligaspiel der in der Serie A spielenden Profis uneingesetzt auf der Ersatzbank saß.